# Podgrađe (Gnjilane)
Pour les articles homonymes, voir Podgrađe.
Pogragjë en albanais et Podgrađe en serbe latin (en serbe cyrillique : Подграђе) est une localité du Kosovo située dans la commune/municipalité de Gjilan/Gnjilane, district de Gjilan/Gnjilane (Kosovo) ou district de Kosovo-Pomoravlje (Serbie). Selon le recensement kosovar de 2011, elle compte 1 211 habitants.
Le village est également connu sous le nom albanais de Pograxhë.

## Histoire
Sur le territoire du village se trouvent les ruines d'une forteresse remontant au XIVe siècle ; mentionnées par l'Académie serbe des sciences et des arts, elles sont inscrites sur la liste des monuments culturels du Kosovo.
La mosquée du village, construite en 1625 et restaurée en 1973, est aussi proposée pour un classement kosovar.

## Démographie

### Évolution historique de la population dans la localité
| 1948  | 1953  | 1961  | 1971  | 1981  | 1991  | 2011  |
| ----- | ----- | ----- | ----- | ----- | ----- | ----- |
| 1 082 | 1 210 | 1 184 | 1 404 | 1 567 | 1 601 | 1 211 |

|  |

### Répartition de la population par nationalités (2011)
En 2011, les Albanais représentaient 99,50 % de la population.